# Mleczaj łuseczkowaty

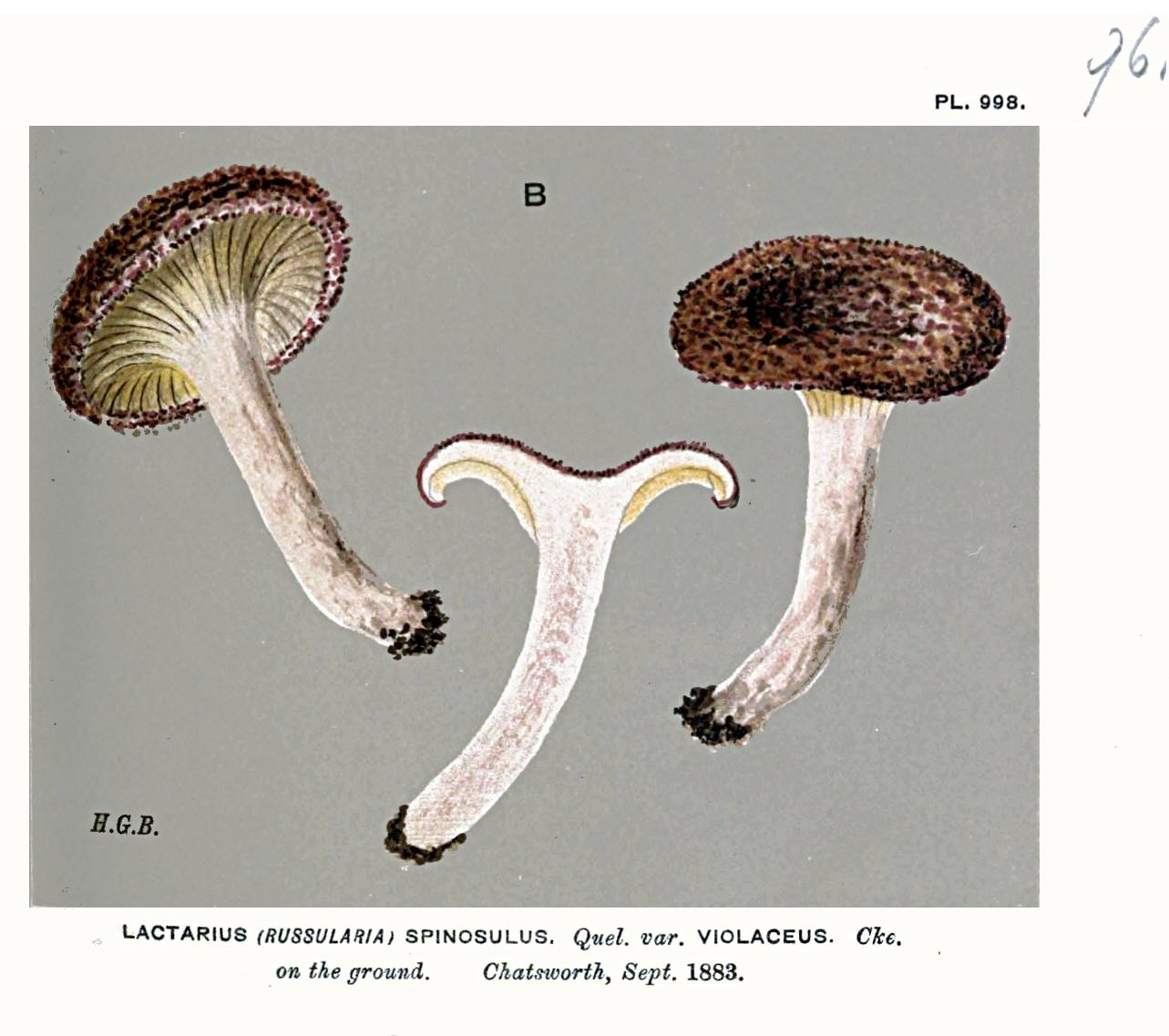

Mleczaj łuseczkowaty (Lactarius spinosulus Quél. & Le Bret.) – gatunek grzybów należący do rodziny gołąbkowatych (Russulaceae).

## Systematyka i nazewnictwo
Pozycja w klasyfikacji według Index Fungorum: Lactarius, Russulaceae, Russulales, Incertae sedis, Agaricomycetes, Agaricomycotina, Basidiomycota, Fungi.
Po raz pierwszy opisali go w 1880 r. Lucien Quélet i André le Breton. Według Index Fungorum jest to takson niepewny. Alina Skirgiełło w 1988 r. nadała mu nazwę mleczaj kolczasty, będącą tłumaczeniem nazwy naukowej, Władysław Wojewoda w 2003 r. uznał ją za nieodpowiednią i zarekomendował nazwę mleczaj łuseczkowaty.

## Morfologia
Kapelusz
Średnica 2–6 cm, początkowo płaski, potem lejkowaty, zazwyczaj z małym garbkiem. Powierzchnia matowa, sucha, z promieniście ułożonymi włókienkami zakończonymi ostrymi łuskami o wysokości do 2 mm, o barwie od mięsistoróżowej do czerwonoliliowej, jednolicie ubarwiona lub z kilkoma kolistymi, słabo zaznaczonymi, ciemniejszymi pręgami. Brzeg początkowo nieco podwinięty, potem wyprostowany.
Blaszki
Przyrośnięto-zbiegające, z blaszeczkami, jasnoochrowe, po uszkodzeniu nieco plamiące się.
Trzon
O wysokości 3–5 cm i średnicy 0,2–0,8 cm, walcowaty, wysmukły, początkowo pełny, potem pusty. Powierzchnia o barwie mięsistoliliowej lub cielistoróżowej, jaśniejsza niż na kapeluszu, u podstawy biaława, czasami z żółtawą grzybnią.
Miąższ
Białawy lub nieco jasnoochrowy, o łagodnym smaku, ale pozostawiający gorzki posmak. Mleczko białe, początkowo o łagodnym smaku, ale potem gorzkawe.
Wysyp zarodników
Jasnoochrowy.
Cechy mikroskopowe
Podstawki 40–48 × 9–10 µm. Cheilocystydy i pleurocystydy liczne, wrzecionowate, czasami zakończone ostrym wyrostkiem. Zarodniki o wymiarach 7–8,5 × 5,5–7,5 µm, elipsoidalne, o powierzchni pokrytej brodawkami i gęstymi, łączącymi je listewkami tworzącymi sznureczki wokół zarodnika,
Gatunki podobne
Podobny jest mleczaj liliowy (Lactarius lilacinus), ale jest większy, nie ma łuseczkowatego kapelusza, nie jest cielistoróżowy i ma jaśniejszy wysyp zarodników.

## Występowanie i siedlisko
Znane są jego stanowiska w Europie i Azji. W Polsce W. Wojewoda w 2003 r. przytoczył dwa stanowiska, w późniejszych latach podano kilka następnych. Na Czerwonej liście roślin i grzybów Polski ma status V – gatunek narażony, który zapewne w najbliższej przyszłości przesunie się do kategorii wymierających, jeśli nadal będą działać czynniki zagrożenia.
Naziemny grzyb mykoryzowy. Występuje w lasach mieszanych pod olszami i brzozami.